# Chapuisia pallida
Chapuisia pallida es un coleóptero de la familia Chrysomelidae. Fue descrita científicamente en 1897 por Jacoby.